# Oumar Samba Sy
Oumar Samba Sy (arab. ‏عمر سامبا سي‎; ur. 8 grudnia 1959) – mauretański zapaśnik walczący w obu stylach. Dwukrotny olimpijczyk. Zajął dziesiąte miejsce w Los Angeles 1984, w stylu wolnym i jedenaste w Seulu 1988, w stylu klasycznym. Walczył w kategorii do 100 kg.
Osiemnasty na mistrzostwach świata w 1987. Czwarty na igrzyskach afrykańskich w 1987 i piąty w 1991. Srebrny medalista mistrzostw Afryki w 1985 i brązowy w 1990 roku.

## Letnie Igrzyska Olimpijskie 1984
| Konkurencja       | Rundy eliminacyjne        | Klas. końcowa |
| Konkurencja       | Przeciwnik I              | Miejsce       |
| ----------------- | ------------------------- | ------------- |
| 100 kg styl wolny | Jeorjos Pikilidis (GRE) P | 10.           |

## Letnie Igrzyska Olimpijskie 1988
| Konkurencja           | Rundy eliminacyjne     | Rundy eliminacyjne    | Klas. końcowa |
| Konkurencja           | Przeciwnik I           | Przeciwnik II         | Miejsce       |
| --------------------- | ---------------------- | --------------------- | ------------- |
| 100 kg styl klasyczny | Maisiba Obwoge (KEN) Z | Sören Claeson (SWE) P | 11.           |